# Incachaca
Incachaca es una zona arqueológica de la época incaica ubicado en el municipio de Colomi del departamento de Cochabamba en el centro de Bolivia. En este sitio se encuentran construcciones de origen incaico como fuertes, puentes y escalones en las ruinas arqueológicas. Se encuentra a 40 km del poblado de Colomi y a 76 km de la ciudad de Cochabamba, capital del departamento homónimo. Para llegar a Incachaca se sigue por la carretera hasta el km 93, luego se desvía 5 km por un camino secundario ripiado. En los diferentes puntos de interés de Incachaca se tienen una gran variedad de senderos con miradores para poder visualizar la geología, flora, y fauna del lugar.
En Incachaca habitan 50 familias del Sindicato Agrario de Incachaca, que administran el lugar, organizados para cuidar este patrimonio arqueológico, practicando el turismo comunitario. Además, este sitio se halla protegido por la Ley 2410/2003 y la ordenanza 25/2003.
El clima de la zona es subtropical con temperaturas que oscilan entre 7 y 24 grados centígrados y precipitaciones alcanzando hasta 5000mm de precipitación promedio anual, lo que lo convierte en una de las zonas más húmedas de Bolivia.

## Historia
El sitio de Incachaca fue declarado el 23 de octubre del 2003 como Patrimonio Cultural y Arqueológico de Bolivia.
En 2015 una visita de la Brigada Parlamentaria de Cochabamba pudo constatar la existencia de tráfico de tierras en la zona arqueológica de Incachaca. Así mismo, el área protegida desató un conflicto de límites entre los municipios de Colomi y Villa Tunari. El Instituto Nacional de Reforma Agraria atribuyó la disputa a la carencia de límites geográficos.
En 2018 se reportó que la deforestación y depredación se intensificó en el sitio de Incachaca y ante esta situación, se conformó el Comité de Defensa de Incachaca donde se han pedido informes a la Autoridad de Bosques y Tierras (ABT), el Instituto Nacional de Reforma Agraria (INRA) y la Secretaría de la Madre Tierra de la Gobernación de Cochabamba.